# Kyllinga brunneoalata
Kyllinga brunneoalata är en halvgräsart som beskrevs av Henri Chermezon. Kyllinga brunneoalata ingår i släktet Kyllinga och familjen halvgräs.
Artens utbredningsområde är Gabon. Inga underarter finns listade i Catalogue of Life.